# Teorija uma
Teorija uma je kognitivni mehanizam.
U velikoj mjeri, ljudska dojenčad se socijalizira kroz stjecanje određenog kognitivnog mehanizma poznatog kao "teorija uma", izraza koji se trenutno koristi za objašnjenje uvezanog seta intelektualnih sposobnosti koje omogućuje ljudima shvatiti kako druge osobe mogu imati uvjerenja, želje, planove, nade, informacije i namjere, koje se mogu uvelike razlikovati od njihovih vlastitih. Odmak od vlastite perspektive i stavljanje u poziciju druge osobe, kao i sposobnost razlikovanja vanjske manifestacije tuđih namjera i želja, ukratko bi moglo opisati što teorija uma zapravo predstavlja.  Osim razmatranja sadržaja vlastitih i tuđih mentalnih stanja, u posljednje vrijeme, cilj ovog teorijskog pristupa je i ponuditi objašnjenje o visoko rangiranoj zastupljenosti među populacijom s dijagnozom unutar autističnog spektra, kao i o primjeni u području umjetne inteligencije i robotike.

## Definicija
Ljudi neprestano rade procjene i zaključke o psihološkim stanjima drugih osoba. Svatko od nas konstantno analizira svoje dojmove o drugima i konstruira teorije na temelju naznaka i informacija koje primamo. Taj proces nam omogućuje bolje razumjeti sebe ali i druge i ključna je odrednica samoorganizacije i afektivne regulacije. Osim "verbalnih” i površnih opisa ljudi i promatranja njihovih postupaka, kroz kauzalne odnose, pojedinci nastoje obuhvatiti smislenije i značajnije interpretacije te objasniti i predvidjeti tuđa ponašanje na temelju unutarnjih mentalnih stanja. Ovakva teorijska konstrukcija, koja je dio svakodnevnog funkcioniranja je poznata po nazivom “teorija uma” (eng. Theory of Mind), koji je prvi put upotrebljen za vrijeme studije s čimpanzama. Teorija uma je složena funkcija, tako uključuje pamćenje, zajedničku pažnju, perceptivno prepoznavanje zahtjevnije razine, poput prepoznavanja lica i praćenje pogleda, nadalje, jezik i jezične sposobnosti, izvršne funkcije, kao što je praćenje namjera i ciljeva, moralnog rasuđivanja, procesuiranje i prepoznavanje emocija, empatiju i imitaciju. U skladu s kompleksnošću i upletenosti više procesa, razvoj teorije uma razvoj ovisi o sazrijevanju nekoliko sustava mozga, a oblikovan je posredstvom odgoja, roditeljstva, društvenih odnosa i obrazovanja, stoga je i više nego reprezentativan primjer dinamične interakcije između razvoja ljudskog mozga i važnosti socijalnog okruženja.
S obzirom na to da teorija uma podrazumijeva angažiranje i uključenost nekoliko različitih komponenti i mehanizama, oštećenja i nepravilnosti u slijedu razvoja nisu rijetka pojava. U principu, pojedinci koji iskuse deficite u teoriji uma, imaju poteškoća pri određivanju namjera drugih osoba, nedostatak razumijevanja o tome kako njihovo ponašanje utječe na druge te poteškoće koje se tiču socijalnog reciprociteta S obzirom na to da su deficiti toerije uma primijećeni kod osoba s dijagnozom iz autističnog spektra, shizofrenije, određenih govornih i jezičnih poteškoća, u slučajevima kada je strogo primitak jezičnih informacija znatno ograničen (primjerice, gluha djeca u roditelja koji ne poznaju znakovni jezik), u ispitanika s demencijom, uključujući; frontotemporalne demencije, Alzheimerove demencije i ostale poremećaje,  poput amiotropne lateralne skleroze. Deficiti teorije uma su prisutni kod pojedinaca sa stečenim (traumatskim, netraumatskim ili kirurškim) ozljedama različitih dijelova mozga (posebno frontalnig režnja i/ ili desne hemisfere), osoba s poremećajem deficita pažnje, kongenitalne sljepoće, osoba pod utjecajem alkohola i opojnih droga, pod deprivacijom sna, kao i kod osoba koje doživljavaju emocionalnu ili tjelesnu bol vrlo visokog intenziteta.

## Razvoj teorije uma
U određenoj dobi, djeca započinju pripisivati određena mentalna stanja sebi i drugima, koja ne mogu biti direktno promatrana, primjerice, namjere, želje i uvjerenja. Kritično razdoblje u razvoju teorije uma je predškolsko razdoblje (od 3. to 5. godine starosti), ali zapravo početak razvoja počinje dosta ranije, slijedeći razvojni obrazac.
Teorija uma se u potpunosti razvija samo kod ljudi; prisutnost određenih rudimentarnih oblika kod primata i drugih životinja je upitna, iako i oni pokazuju dosta složene oblike socijalnog ponašanja. Djeca urednog razvoja dosežu sposobnost teorije uma, otprilike rečeno, u dobi od 3 do 4 godine starosti, kroz progresiju i niz faza s početkom u 18-om mjesecu života. Nažalost, zbog eksperimentalnih ograničenja i nedostatka kreativnih i izvodljivih eksperimentalnih nacrta, raniji stadiji još uvijek nisu zadobili značajniju empirijsku pozornost. U ovom konteksu, važno je istaknuti studiju Ágnes Kovács i suradnika (2010) na dojenčadima starosti od svega 7 mjeseci. Izvedbom zadatka netočnog vjerovanja uz primjenu prikladnog sadržaja, poput crtanog lika u funkciji agenta, u obzir je uzeta dužina zurenja u scenu, odnosno habituacija te je zabilježeno da su ljudi i u ovakvom ranom uzrastu sposobni zauzeti perspektive različite od vlastitih. Iako ne znači nužno da dojenčand ovog uzrasta razumije vjerovanja drugih, u razini kao što to mogu razumjeti, primjerice, četverogodišnjaci, studija je definitivno demonstrirala da su dojenčad osjetljiva na socijalne informacije i na ono što drugi vide. Također, potvrđeno je i da nisu isključivo nužne rafinirane komunikacijske sposobnosti kako bi se primijenile osnove teorije uma. Ova studija, s dosad najmlađim ispitanicima, sugerira da je sama prisutnost socijalnog posrednika dovoljna da se automatski aktivira vjerovanje, kako kod odraslih, tako i kod dojenčadi stare 7 mjeseci. Jednom kada su vjerovanja uspostavljenja, odrasli i dojenčad ih zadržavaju i u odsutnosti posrednika, što se pretpostavljeno koristi kasnije, za vrijeme drugih socijalnih interakcija. Imajući ovo u obziru, izgleda da ljudi automatski rade proračun i procjenu tuđih uvjerenja i zadržavaju ih u umu, kao alternativnu reprezentaciju i interpreciju okoline. Ovi snažni mehanizmi teorije uma za proračun i uvjerenja drugih, stoga mogu biti dijelom jedinstvenog socijalnog osjećaja „sense“ i jedan od kognitivih preduvijeta za razvoj socijalne strukture ljudi.
Predhodnici razvoja teorije uma uključuju čitav niz oblika neverbalne komunikacije i kognitivnih funkcija koja počinju s aktivacijom nedugo nakon rođenja i rane faze tjelesnog i emocionalnog kontakta majke i djeteta, na primjer, uzajamnost, uključenost, empatija i imitacija. Percipiranje lica, razlikovanje između lica majke, ili nekog drugog primarnog skrbnika, i prepoznavanje facijalnih ekspresija i emocija ostalih nepoznatih osoba, su od izuzetne važnosti za razvoj percpetivnih komponenti teorije uma. Jedno od kritičnih razdoblja u razvoju teorije uma je razlikovanja usmjerenog od neusmjerenog pogleda, što je osnova za integriranu percepciju i komunikaciju. Iako djeca mogu razlikovati usmjereni od neusmjerenog pogleda u mlađoj dobi, ona ne mogu praviti jasne i eksplicitne procjene o usmjerenom pogledu i određenim zaključcima do dobi od 3 ili 4 godine Pokazuje li dijete direktno, na nešto van dosega, ili gleda u smjeru pokazivanja, način je iniciranja pridružene pažnje. Pokazivanje je jedan od krucijalnih prethodnica u razvoja teorije uma. Najizgledanije je da teorija uma počinje s obnašanjem kod ljudi u dobi od 13 do 15 mjeseci starosti, u vrijeme ubrzanog i kritičnog razdoblja za učenje jezika, tako da je rani razvoj jezika i općenito jezičnih sposobnosti, dobar prediktor razvoja teorije uma kod djece s urednim razvojem. Igre pretvaranja, koje uključuju zajedničke i dijeljene zamisli, dodjelu uloga i metakomunikaciju o scenarijima, značajno olakšavaju razvoj teorije uma. Jedno od temeljni značajki teorije uma, koje doslovno ovisi o emocionalnim i kognitivnim funkcijama, je razumijevanje netočnih vjerovanja, te stoga,  koncepti poput vjerovanja, želja i pretvaranja, predstavljaju srž unutar okvira teorija uma. Razvoj teorija uma uvelike ovisi i o urednom funkcioniranju sustava za pamćenje, uključujući kratkoročno i dugoročno deklarativno pamćenje i različite forme implicitnog pamćenja, s naglaskom na emocionalno pamćenje. Sposobnost da se istodobno uzme u obzir stvarna situacija i zamišljena verzija stvarne situacije, sposobnost prebacivanja s eksternalnih događaja na internalne reprezentacije se javlja između 18og i 24og mjeseca života i nakon ovog razdoblja, djeca su sposobna manipulirati informacijama u pamćenju, razumijevši pri tome da njihove vlastite misli ne mogu biti znane drugime. U dobi od 4 godine, djeca razumija da su uvjerenja i želje u potpounosti privatna i promjenjive te da ne ovise nužno o vanjskoj realnosti i promjenama.
Na osnovu prethodnica u razvoju teorije uma i integraciji nekoliko drugih neuropsihologijskih funkcija, dječja socijalna interakcija, kako s vršnjacima tako i s odraslima, potiče i promovira spontani razvoj teorije uma u dobi od 3 do 4 godine, bez ikakvih formalnih instrukcija, službenih uputa ili čak uloženog napora. Razvoj teorije uma u potpunost zahtjeva prisutnost nekoliko izvršnih funkcija, poput, analiziranja, zaključivanja i procjenjivanja. Naposljetku, neki dokazi ukazuju upućuju da razvoj teorija uma je snažno pod utjecajem nenasljednih i socijalnih okolinskih faktora.
Braća i sestre također mogu utjecati na poboljšanje izvedbe teorije uma, jednako kao i određene forme dječjeg socijalnog ponašanja (primjerice, razgovori o osjećajima i količina suradnje s braćom i sestrama ili vršnjacima u bližem krvnom srodstvu). Teorija uma se javlja u znatno drugačijem razdoblju u drugačijim kulturama i jezicima, na primjer, značajne razlike su utvrđene između azijske i generalno zapadne kulture Također, socioekonomsko razina i razvijenost okruženja u kojem dijete odrasta, značajno utječe na razvoj teorije uma. Nadalje, razvoj može biti pod utjecajem socijalne deprivacije i zapostavljenosti; djeca odgojena u okružju obitelji, u usporedi s institucionaliziranom djecom iz domova, su znažajno uspješnija u izvedbama koje zahtijevaju teorije uma. Praktično, cijelo djetinjstvo, od vrtićke dobi do kraja škole, uključuje razvoj i rafiniranje sposobnosti i unapređenje sastavnica teorija uma. Kontinuirano obrada i usavršavanje kapaciteta pojedinca, nastavlja se i kroz odraslo doba. Izgleda da ono što se razvija posljednje u nizu je sposobnost primjene teorije uma na znatno fleksibilniji način i u složenijim situacijama. Tako se individualne razlike u sposobnostima koje pretpostavlja teorija uma održavaju kroz školski uzrast, ali i u odrasloj dobi.

## Biološka osnova i neuralni mehanizmi
U članaku Premack-a i Woodruff-a (1978) „Imaju li čimpanze teoriju uma?", izraz  „teorija uma“ se spominje po prvi put u ovom obliku, a članak se službeno smatra začetkom suvremene rasprave o teoriji uma. Ubrzo nakon publikacije, doprinosi u vidu teorijskih konstrukcija i hipotetskih formacija su počeli pristizati iz komplementarnih područja znanosti; socijalne neuroznanosti, socijalne psihologije, neuroetologije i razvojnih znanosti. Mogućnosti za razmatranje ovog problema s različitih gledišta, na posljetku, uspjelo su generirati jedno poprilično interdisciplinarno i inspirativno područje, koje je uključivalo istraživanja na ljudima i životinjama, odrasle ispitanike i djecu, kako s urednim, tako i atipičnim razvojnim slijedom. S razvojem tehnologije i dostupnošću novih uređaja za mjerenje, gotovo sva utjecajnija otkrića su pristigla iz područja socijalne neuroznanosti, omogućena upotrebom slikovnih tehnika mozga, obično snimana tijekom obavljanja različitih testova teorije uma.		
S područja neuropsihologije, značajan doprinos su rezultati slikovnog prikazivanja mozga i neuronske osnove teorije uma; u ispitivanju 31 pacijenta s jednostranim lezijama frontalnih režnjeva, primjenom testova netočnih vjerovanja, utvrđene su poteškoće u nekim zadatacima koji pretpostavljaju razvijenu teoriju uma. U ranim PET istraživanjima, koristeći verbalne i slikovne priče razumijevanja, identificiran je niz aktivnih regija, uključujući medijalni prefrontalni korteks i područje oko posterior superior temporal sulcus-a stražnjeg, a ponekad i aktivnost amigdale i temporopolarnog korteksa. Prema studiji Saxe i sur. (2004), regija posterior superior temporal sulcus-a je osjetljiva na odnos između promatranih pokreta i okoline. Na osnovu ovog saznanja i drugih funkcija regije, kao što su povećana aktivnost i zabilježene reakcije na jasna gibanja tijela, autori su pretpostavili da je spomenuto područje uključeno u reprezentaciju promatranih namjernih radnji. Uloga posterior superior temporal sulcus-a u percepciji intencionalnosti ljudskih akcija je ispitivana u studiji Truett-a i sur. (2000). Utvrđeno je da je ovo područje također uključeno i u percepciju pokreta bioloških struktura, uključujući pokrete tijela, očiju, usta, ali jednako tako i percepciju pokreta svjetle točke na zaslonu. U tehnikama funkcionalnog oslikavanja mozga i primjenom Heider-Simmel-ove animacije, apstraktnog film u kojem su gledatelji često imali priliku vidjeli naznake emocija, motivacije i namjere, u nekoliko studija, potpuno neovisno, su ustanovljeni vrlo slične uzorci aktivacije u područjima mPFC, pSTS, FFA i amigdale.
Istraživanje Rizzolatti-ja i suradnika iz 80-ih godina je pokazalo je da su neki senzomotorički neuroni, otkriveni po prvi put u premotoričkom korteksu rezus majmuna (lat. Macaca mulatta), a kasnije klasificirani kao zrcalni neuroni, potencijalno uključeni u razumijevanje akcija. Snimanje električne aktivnosti mozga, metodom primjene jedne elektrode, otkriveno je da su ti neuroni bili aktivirani kada je majmun obavljao neku radnju ali isto tako i prilikom gledanja drugog posrednika, kako koji obavlja isti zadatak. U studiji s ljudskim ispitanicima (Iacoboni i sur., 2005), rezultati fMRI su pokazali da područja mozga, koja pretpostavljeno sadrže zrcalne neurone su bila aktivirana kada bi jedna osoba promatrala drugu, prilikom izvođenja radnji s određenim ciljem. Ovi podaci su naveli neke autore na zaključak da zrcalni neuroni mogu tvoriti biološku i neuronsku osnovu teorija uma. Ova ideja je u velikoj mjeri prihvaćen od strane neuroznanstvenika Vilayanur Ramachandan-a, koji je u svojoj knjizi „The Tell-Tale Brain“ nekoliko poglavlja posvetio upravo zrcalnim neuronima. Ramachandan pretpostavlja da će budući istraživački napori u vezi uloge zrcalnih neurona uspjeti pomoći pobliže objasniti različite ljudske sposobnosti, kao što su empatija, učenje, imitacija ili čak evolucija jezika. Jedna od njegovih pretpostavki tiče se i pretpostavke da zrcalni neuroni mogu biti rješenje za razumijevanje i neuronska osnove ljudske svijesti.
Unatoč tom optimističnom poletu, važno je i naglasiti da postoje i neki dokazi koji opovrgavaju vezu i ulogu između zrcalnih neurona i teorije uma. Naime, makaki majmuni imaju zrcalne neuroni, ali se ne čini da imaju sposobnost razumijevanja teorije uma i vjerovanja nalik „ljudskoj“, gledano generalno. S druge strane, fMRI studije teorije uma redovito bilježe aktivaciju u mPFC, temporalni režnjevima i TPJ ili STS ali ti dijelovi mozga ne pripadaju neuronskom sustavu. Prema tumačenju Decety i Meltzoff, zrcalni neuroni mogu samo olakšati učenje kroz imitaciju i mogu biti jedna od predhodnika u razvoju teorija uma.
Kako bilo, u nedavnoj studiji Haroush i Williams iz 2015. godine, je zabilježen aktivnost u prednjem cingulatornom korteksu rezus majmuna za vrijeme obavljanja igara, poput  "dileme zatvorenika", stoga ova studija je još jedna u nizu koja podržava pretpostavku da teorija uma može biti temeljni proces te implicira da neuroni iz prednjeg cingulatornog korteksa mogu potencijalno nadopunjavati funkciju zrcalnih neurona za vrijeme socijalnih interakcija.

## Ispitivanje teorije uma
Više od 30 testova je dostupno za mjerenje teorije uma kod djece  Mnogi od tih testova se sastoje od pripovijedanja kratkih priča, nakon kojih slijede pitanja koja zahtijevaju dobro razvijene vještine teorije uma, kako bi bila ispravno odgovorena. Najuobičajniji testovi za procjenu sposobnosti teorije uma su tzv. "testovi netočnih vjerovanja". Uradak u ovim testovima ovisi o pretpostavci da je jedna od najvažnijih prekretnica u razvoju teorije uma, sposobnost prepoznavanja da i drugi mogu imati uvjerenja o vanjskom svijetu, koja ne moraju biti nužno i točna.
	Dvije su vrste najčešće korištenih zadataka is skupine "netočnih uvjerenja". Prva se zove “zadatak netočnih uvjerenja o transferu”  ili “zadatkom neočekivanog transfera”, odnosno popularni "Maxi" (Wimmer i Perner, 1983) ili  "Sally Ann zadatak" (Baron -Cohen, Leslie i Frith, 1985), prema imenima glavnih likova u izvornim verzijama zadatka. Druga vrsta zadataka "netočnih uvjerenja" se zove "zadatak netočnih uvjerenja o sadržaju” ili ”zadatkom neočekivanog sadržaja”, ili popularno još i "Smarties zadatak" (Hogrefe, Wimmer i Perner, 1986) U ovom zadatku, kutija s vrlodobro poznatim sadržajem je prikazana djetetu (primjerice, kutija "Smarties" bombona). Potom, dijete otkriva da je u kutiji zapravo sasvim neočekivan sadržaj (npr. olovke, umjesto bonbona). Pitanje je, što su djeca u početku mislila o sadržaju kutije i što će dijete koje nikad prije nije vidjelo tu kutiju, misliti? Ovaj zadatak ispituje sposobnost prisjećanja vlastitog netočnog uvjerenja, ali i sposobnost da mogućnost netočnog uvjerenja pripišu i drugim osobama.
	Iako je apsolutno neupitno da su zadaci "netočnog uvjerenja" važan instrument za razumijevanje teorije uma, s obzirom na kompatibilnost s teorijskim komponentama teorije, ne čini se opravdanim svesti mjerenje sposobnosti teorije uma na samo jedan zadatak. Ovaj pristup ne dopušta točno pozicioniranje djeteta na razvojoj skali teorije uma i kao odgovor na taj izazov, u posljednje vrijeme se preferira metoda kombiniranja nekoliko testova te se konačan rezultat tvori na osnovu više neovisnih zadataka.  U tom kontekstu, drugi pristup procjene teorija uma se temelji na bateriji testova, gdje svaki od neovisnih zadataka testira razumijevanje različitih mentalnih stanja. Pretpostavlja se da djeca napreduju i nadograđuju sposobnosti koje se tiču teorije uma, kroz različite faze razvoja, od razumijevanja vrlo jednostavnih do izrazito složenih aspekata te da baterije testova mogu učinkovito ispitati i obuhvatiti razvojni stupanj i razinu djetetovog razumijevanje teorija uma. Primjer baterije, koja mjeri relativno jednostavne aspekte teorije uma je Ljestvica teorije uma (Theory of Mind Scale, Wellman & Liu, 2004). Skala je namijenjena za ispitivanje djece u dobi od 3 do 5 godina, a sadrži pet subskala koje podrobnije ispituju dječje razumijevanje da: (1) pojedinci u istoj situaciji mogu imati različite želje; (2)  pojedinci u istoj situaciji mogu imati različita uvjerenja; (3) percepcija je preduvjet znanja; (4) ljudi u određenoj situaciji mogu imati pogrešna uvjerenja i da (5) izraz lica ne mora odražavati stvarne emocija koje osoba doživljava u tom trenutku. Osim Ljestvice teorije uma, dizajnirane su slične baterija zadataka, često primjenjivane na djeci svih uzrasta i s različitim razvojnim obilježjima. Neki od tih baterija su koji su Čudne priče (Strange Stories, Happe, 1994), Priče iz svakodnevnog života (Stories from Everyday Life, Kaland i sur., 2002), ToM slikovnice (Tom storybooks, Blijde-Hoogewys i sur., 2008) ili ToM test (ToM test, Muris i sur., 1999).
Treći pristup procjena je temeljen na analizi dječjeg govora o mentalnim stanjima. Kao i odrasli, djeca u svakodnevnim interakcijama govore o vlastitim mentalnih stanjima, ali isto tako i o željama, mišljenjima, vjerovanju i emocijama drugih osoba, pri tome koristeći koristite različite termine za oznaku različitih mentalnih stanja (npr. glagoli "htjeti", "vjerovati", "znati "). Početna istraživanja su bazirana na pretpostavci da početak upotrebe određenog izraza u djetetovu svakodnevnom govoru koji se odnosi na određeno mentalno stanje, podrazumijeva usitinu i razumijevanja tih stanja. U skladu s tim, sljedeći pokušaj i cilj istraživača je bio utvrditi u kojoj dobi djeca počinju koristiti različite pojmove (npr. Bretherton i Beeghly, 1982; Bretherton, McNew i Beeghly-Smith, 1981).   Neki istraživači naglašavaju važnost sintaktičke strukture u rečenicama u kojima se javljaju glagoli koji se koriste za izražavanje mentalnih stanja (de Villiers i de Villiers, 2000.). Naime, ovi glagoli su obično glavni glagoli u složenim rečenicama u kojima je zavisna rečenica je gramatički objekt glagola (npr.  "Anna misli da je toplo vani" ).
Konačno, četvrti pristup u procjeni teorije uma je roditeljska procjena djetetove teorije uma. Primjer je Mjera percepcije djetetove teorije uma -Eksperimentalna verzija (Perceptions of Child's ToM Measure - Experimental Version, Hutchins, Bonazinga, Prelock and Taylor, 2008). Autori ovog pristupa navode nekoliko argumenata zbog kojih smatraju korisnim i važnim koristiti procjenu od strane roditelja. Prema njima, zadaci koje se obično primjenjuju za ispitivanje teorije uma, ovise o brojnim i različitim vještinama i procesima, pri čemu, na primjer, nerazvijene kognitivne sposobnosti, (ne)znanje jezika, nedostatak motivacije ili nedovoljno poznavanje ispitivača, može negativno utjecati na konačn rezultat djeteta. Također, zadaci su ponekad previše umjetni i ne otkrivaju kompetencije koje djeca obično pokazuju u svom svakodnevnom radu, kada su okruženi s roditeljima. Sve te informacije su vrlo dobro poznate roditeljima, prikupljene kroz svakodnevne interakcije. Nakon detaljne anlize, PCToMM-E je pokazao zadovoljavajuće psihometrijske karakteristike (npr., test-retest pouzdanost, kriterijsku i konstruktnu valjanost), što može poslužiti kao vrijedan podatak u daljnim nastojanjima u razvoju i unapređivanju mjera dodatnih instrumenata u ispitivanju teorije uma.

### “Sally-Anne test”
Klasični primjer iz kategorije testova "netočnih vjerovanja" je "Sally-Anne" zadatak, obično korišten u području razvojne psihologije za mjerenje socijalno-kognitivnih vještina osoba da pripisuju lažna uvjerenja drugima. "Sally-Anne" zadatak je test "prvog reda", odnosno zadatak koji zahtijeva da se razumije mentalno stanje druge osobe. U skladu s poželjnim mjernih karakteristika instrumenta prikladnih za ispitivanje teorije uma (Dennetta, 1978), zadatak je izvorno konstruiran od strane Wimmer-a i Perner-a (1983), ali su noviju verziju modificirali i preimenovali Baron-Cohen i suradnici. Njihova verzija je popularizirana upravo kroz primjenu u mnogim studijima, uglavnom na djeci predškolske dobi.
Postupak je sljedeći:
1. dijete gleda kako Sally stavlja kliker u košaricu
2. dijete vidi kako Sally napušta sobu
3. dijete gleda kako Ann premješta kliker iz košarice i stavlja ga u kutiju
4. Sally se vraća u sobu, a pitanje koje se postavlja djetetu je: “Gdje će Sally tražiti kliker”?[55]

Kako bi dijete uspješno riješilo zadatak, potrebno je da na "pitanje vjerovanja" pravilno odgovori, naznačujući kako Sally i dalje vjeruje da je kliker u košarici. Ovaj odgovor je u skladu s perspektivom lutke Sally, ali ne i s vlastitom. Ako dijete nije u stanju zauzeti tuđu perspektivu, ono će i dalje nuditi odgovor kako Sally vjeruje da je kliker premješten, kao što i samo misli. Uspješno rješenje zadatka se stoga smatra kao demonstracija razumijevanja da Sally ima svoja vlastita vjerovanja koja nužno ne koreliraju s realnošću, što je i temeljna odrednica teorije uma. U nešto kasnijim varijantama ovog zadatka, Gopnik i Astington (1988) te Wellman i Bartsch (1990) su sveli količinu pokreta na minimum. Tako je, u većini slučajeva, djeca bila prikazana samo scena pod rednim brojem četiri. Nakon toga, djeca su zamoljena da pogode gdje se kliker nalazio. Leslie i Frith (1988), su ponovili eksperiment, no ovoga puta s ljudskim sudionicima, umjesto lutki, i ponovno su bili dobiveni slični rezultati. Djeca s urednim razvojem će uspješno rješiti ovaj test u starosnoj dobi od 3 do 4 godine. Djeca s autizmom obično ne uspjevaju, ali oni koji uspješno rješe, uspiju to obaviti nešto kasnije nego djeca bez dijagnoze iz autističnog spektra. Testove drugoga reda, djeca s urednim razvojem polažu u dobi oko 6 godina. Visoko-funkcionirajuća djece s autizmom također mogu proći ove testove, ali ne prije 11 godine, dok pak, desetogodišnjaci urednog razvoja već imaju usavršenu izvedbu testova teorije uma, kako prvog, tako i drugog reda.

### Neverbalni testovi
Osim testova koncipiranih od kratkih priča, postoji i nekoliko neverbalnih testova za ispitivanje teorije uma. Vjerojatno i najstariji test iz ove kategorije je konstruirao Piaget, poznati razvojni psiholog, kao demonstraciju centracije i egocentrizama, pojmove koji su u uskoj vezi s teorijom uma. U istraživanju provedenom 1956. godine, Piaget je primijenio tzv. Test tri planine, na osnovu čijih rezultata je mogao diferencirati djecu u preoperacionalnoj fazi i konkretnoj operativnoj fazi kognitivnog razvoja. U izvornoj postavi testa, dijete bi sjedilo za stolom, a model bi bio prezentiran ispred. Planine su bile različitih veličina i s različitim karakteristikama, na primjer, prekrivene snijegom, travom, sa specifičnim karakteristikama i sl. Djetetu je bilo dopušteno promatrati model, sa svih strana i pozicija. Nakon detaljne observacije, eksperimentator bi pozicionirao lutku na različite položaje, a potom bi djeci prikazao 10 fotografija.  Konačni cilj je bio odabrati koja od ponuđenih fotografija odražava najbolji pogled iz lutkine perspektive. Rezultati su pokazali da u dobi od 4 godine, djeca su najčešće birala fotografije koje najbolje odražavaju njihovu vlastitu perspektivu, dok je već u dobi od 6 godina, odabir fotografije bio u skladu s tuđom perspektivom, odnosno, jasno je primjećena pojava svijesnosti da se perspektive mogu razlikovati od vlastite. Do dobi od 7 i 8 godina, djeca su bila u stanju jasno razlikovati i više od jednog stajališta i bila su u mogućnosti odabrati ispravnu fotografiju, potpuno dosljedno i bez pogreški.
Ostali neverbalni zadaci koji su u čestoj uporabi su Gallagher-ov Test crtanog zadatka (Cartoon Task Test, Gallagher, 2000) i Zaitchik-ov Test lažne fotografije (False Photograph Test, Zaitchik, 1990). Ispitivanja za procjenu viših i kompleksnijih razina teorija uma, kao i različitih komponenti socijalne kognicije, kao što su razumijevanje metafora, sarkazma i humora, su također razvijena. Najkorišteniji testovi nešto naprednije razine su Test čudnih priča (Strange Stories Test, Happe´, 1994), Test lažnog prepoznavnja (Faux Pas Test, Baron-Cohen i O'Riordan, 1999) i Test meta fotografija (Meta Photograph Test, Egeth and Kurzban 2008). Svaki od njih je konstruiran na osnovama različitih kognitivnih aspekata teorija uma. Većina ovih testova su statični, stoga korištenje dinamike, ili ispitivanja ponašanja, primjerice, primjena filmskih isječaka s umjetnim ili prirodnim socijalnim interakcijama, bi trebala biti uzeta u obzir. Za razliku od dosadašnjih, poprilično umjetnih testova, noviji zadaci teorije uma nastoje uključuti interakcije iz stvarnog života i svakodnevnice.

## Implikacije i relevantnost
Prema Hill-u (1977), teorije imaju dvije glavne vrijednosti; jedna je pružanje prikladne terminologije i konceptualnog okvira za interpretaciju primjera koji mogu služiti za učenje, dok druga leži u potencijalnim rješenjima za praktične problem, ili u krajnjem slučaju, predlaganju gdje dalje tražiti rješenja za praktične probleme. Ukratko, teorije ne nude rješenja, generalno, ali mogu usmjeriti pozornost na varijable koje su ključne u pronalaženju rješenja. Promatrajući teoriju uma u ovom kontekstu, ista je ostvarila iznimno značajan doprinos; iako inicijalno formirana na osnovu diskusije i zamišljena isključivo kao teorijski pristup, zbog širine praktične implikacije i znanstvene relevantnost, teorija uma je transformirana u vrijedan instrument za procjenu i koncept od velike važnosti.
Jedna od najvećih prednosti teorije leži u činjenici da je teorija uma može biti primjenjiva na obje skupine ispitanika; djecu s pravilnim razvojem ali i u slučaju nekih razvojnih odstupanja i poteškoća. Većina zadataka i skala za ispitivanje teorije uma su relativno jednostavni za uporabu, a sama primjena nije dugotrajna. Nedostatci ranih obilježja teorije uma i određeni deficiti, mogu se odnositi na povećan rizik od nekih poremećaja, stoga bi bilo više nego korisno uključiti ispitivanje teorije uma u redovni dio praćenja i liječenja djece s poteškoćama komunikacije, odstupanjima u razvoju jezičnih sposobnosti, ili djece za koje se sumnja da imaju dijagnozu unutar autističnog spektra.
Iako razni neurorazvojni poremećaji, kao što su ADHD, jezični poremećaji, shizofrenija te stečeni poremećaji zbog zadobivenih trauma (naročito desne strane mozga), narušavaju uspješnost u obavljanju teorije uma, najznačajnija je veza, promatrano i s teorijskog i s eksperimentalnog stajališta, između teorije uma i autizma. Budući da je to jedno od područja koja je najintenzivnije zahvaćene, u terminima razvoja, ispitivanje teorije uma je i započelo s proučavanjem autizma te je u današnje vrijeme gotovo nemoguće spomenuti jedno bez drugoga, ili pronaći među dostupnom literaturom. Djeca s autizmom imaju ograničeno razumijevanje i nisku frekvenciju korištenja izraza koja označavaju mentalna stanja, imaju poteškoće u razumijevanju idioma i metafora te su kao takva često služila kao izrazito pogodan eksperimentalni uzorak. Ovaj simbiotski odnos je uspio generirati brojne studije, nastojeći utvrditi i specificirati uloge neuronskih mehanizama, primjerice zrcalnih neurona, što je naposljetku rezultiralo potpuno novim teorijskim pretpostavkama i pravcima istraživanjima.
Tijekom proteklih godina, teorija uma je razmatrana zajedno sa srodnim pojmova kao što su svijest, empatija i govora u terminima razvoja, ali u nedavnim studijama, fokus je pomaknut na komparativne studije. Imaju li i druge životinje, osim ljudi, jednaku genetsku osnovu i prikladno socijalno okruženje, koje bi im omogućilo stjecanje i razvoj teorije uma, na jednak način kao što je to riječ kod ljudi, bilo je središnje pitanje i temeljno odredište za istraživanja.  Studije koja su se bavila ovim ispitivanjima su uključivale majmune, ptice i pse,  a preliminarni nalazi su pokazali razumijevanje pažnje, što je jedna od prethodnica u razvoju teorije uma.
Najnovija područje proučavanja i ciljanog doprinosa teorije uma su usmjerena na kompjutacijsku teoriju uma i umjetnu inteligenciju, gdje suvremeni trendovi nastoje implementirati neke od predhodnika u razvoju teorije uma, sve od poput praćenja pogleda, pokazivanja i praćenja, razlikovanje žive od nežive okoline, do kompleksnih dimenzija vremena i prostora i samoprepoznavanja. Robotski sustav koji bi posjedovao teoriju uma, omogućio bi i unaprijedio socijalne interakcije između robota i ljudi na način koji prethodno nije bio moguć; robot bi bio sposoban učiti od promatrača preko društvenih signala i socijalizacije, na isti način na koji to čine i djeca a specijalizirana obuka promatrača ne bi bila niti potrebna. Robot bi bio sposoban preko socijalnih interakcija izraziti svoja unutarnja stanja, poput emocija, želja ili ciljeva a samim time, mogao bi i prepoznati ciljeve i želje drugih te točnije reagirati na emocionalna i kognitivnih stanja promatrača, jednako kao što bi naučio procesuirati reakcije promatrača i mijenjati svoje vlastito ponašanje u skladu s tim. Slijedeći moderne teorije, poput, "Urođene minimalističke teorije modularnosti" (Baron-Cohen, 1995) i "Teorije modularnosti" (Leslie, 1999), koje se sadržajno znatno referiraju na teoriju uma, teorijski bi bilo moguće specificirati određene perceptive i kognitive sposobnosti koje bi moderni roboti trebali posjedovati kako bi dostigli željene istraživačke i tehnologijske ciljeve.
Kritike i alternativni pristupi teorije uma se mogu naći pod imenom Teorija relacijskih okvira (eng. Relational frame theory), psihologijske teorije o jeziku, autora Steven C. Hayes-a i Dermot Barnes-Holmes-a.